# John Adams (miniserial)
John Adams – amerykański serial telewizyjny składający się z 7 części. Tytułową rolę drugiego prezydenta USA zagrał Paul Giamatti. Scenariusz powstał na podstawie książki Davida McCullough o tym samym tytule. Fabuła obejmuje pierwsze 50 lat istnienia Stanów Zjednoczonych od wojny o niepodległość do śmierci Johna Adamsa. Serial zdobył wiele nagród w tym cztery Złote Globy i trzynaście nagród Emmy.

## Obsada
- Paul Giamatti jako John Adams
- Laura Linney jako Abigail Adams
- Stephen Dillane jako Thomas Jefferson
- David Morse jako George Washington
- Tom Wilkinson jako Benjamin Franklin
- Rufus Sewell jako Alexander Hamilton
- Justin Theroux jako John Hancock
- Danny Huston jako Samuel Adams
- Clancy O'Connor jako Edward Rutledge
- Željko Ivanek jako John Dickinson
- Ebon Moss-Bachrach jako John Quincy Adams
- Sarah Polley jako Abigail Adams Smith
- Andrew Scott jako William S. Smith
- John Dossett jako Benjamin Rush
- Mamie Gummer jako Sally Smith Adams
- Samuel Barnett jako Thomas Adams
- Kevin Trainor jako Charles Adams
- Tom Hollander jako Jerzy III
- Julian Firth jako John Frederick Sackville
- Damien Jouillerot jako Ludwik XVI
- Guy Henry jako Jonathan Sewall
- Brennan Brown jako Robert Treat Paine
- Paul Fitzgerald jako Richard Henry Lee
- Tom Beckett jako Elbridge Gerry
- Del Pentecost jako Henry Knox
- Tim Parati jako Caesar Rodney
- John O'Creagh jako Stephen Hopkins
- John Keating jako Timothy Pickering
- Hugh O'Gorman jako Thomas Pinckney
- Timmy Sherrill jako Charles Lee
- Judith Magre jako Anne-Catherine de Ligniville
- Jean-Hugues Anglade jako Charles Gravier de Vergennes
- Jean Brassard jako Charles Henri d’Estaing
- Nicolas Vaude jako Anne-César de La Luzerne